# Strizivojna
Strizivojna je vesnice a správní středisko stejnojmenné opčiny v Chorvatsku v Osijecko-baranjské župě. Nachází se asi 9 km jihovýchodně od Đakova a asi 48 km jihozápadně od Osijeku. V roce 2011 žilo ve Strizivojně 2 525 obyvatel. Kromě Strizivojny opčina zahrnuje i vesnici Merolino Sikirevačko, ta je však od roku 2011 opuštěná.
Opčinou prochází státní silnice D7 a župní silnice Ž4202.